# Mundasprog
Munda-sprogene er en sproggruppe under de austroasiatiske sprog. De tales af omkring 9 millioner mennesker i det nordøstlige og centrale Indien. De menes at være oprindelige sprog i modsætning til andre indiske sprog som er kommet med folkevandringer.
Munda-sprogene har påvirket andre indiske sprog som sanskrit og de dravidiske sprog. De deles i underfamilier: De nordlige munda-sprog som tales på Chota Nagpur-højsletten i Jharkhand, Bengalen og Orissa, og de sydlige munda-sprog som tales i det centrale Orissa og langs grænsen mellem Andhra Pradesh og Orissa.
90 % af talerne af munda-sprog taler et af de nordlige sprog. Det største munda-sprog er i rækkefølge:
1. Santali som tales af santalfolket.
2. Mundari
3. Ho
4. Korku
5. Sora

De nævnte, på nær sora, er nordlige sprog. De øvrige munda-sprog tales kun af små, isolerede grupper, og kendes kun lidt uden for disse.
Karakteristisk for munda-sprogene er tre tal (ental, total og flertal), to køn (levende og ikke-levende) for navneord, og brugen af suffikser eller hjælpeverber til at angive verbernes tid. I lydsystemerne er konsonant-følger sjældne, undtagen i midten af ord. Trykket er fast, på nær i korku hvor der skelnes mellem høj og lav tone i stavelser.